# Biblioteca statale di Montevergine
La Biblioteca Statale di Montevergine è una delle undici biblioteche pubbliche statali italiane annesse ai monumenti nazionali. Dipende dal Ministero dei Beni e delle Attività Culturali e del Turismo (Direzione generale per le biblioteche, gli istituti culturali e il diritto d'autore), di cui fa parte anche il personale in servizio presso questi istituti. Si trova non lontano dal santuario di Montevergine, in territorio del comune di Mercogliano, in provincia di Avellino, ed è ospitata all'interno del settecentesco palazzo abbaziale di Loreto, dell'architetto napoletano Domenico Antonio Vaccaro.
La biblioteca custodisce un patrimonio documentario e librario relativo principalmente ad argomenti religiosi, sociali, politici ed economici.

## Storia
La storia della Biblioteca pubblica annessa al Monumento nazionale di Montevergine è strettamente legata a quella dei monaci della Congregazione Verginiana che hanno da sempre abitato il monastero sulle sommità del monte Partenio.
Il nuovo ordine fu fondato da san Guglielmo da Vercelli che si ritirò da eremita sul monte dove fu ben presto raggiunto da molti altri giovani che, come lui, aspiravano ad una vita di puro ascetismo. Insieme iniziarono a costruire una chiesa sul Mmnte la cui consacrazione avvenne nel maggio del 1126: questa è la data cui si fa risalire l'inizio della vita della Congregazione dei monaci di Montevergine, che si uniformarono alla regola benedettina riassunta nel noto adagio: Ora, Lege et Labora.
Il clima molto rigido sul monte e la dieta alimentare di tipo quaresimale che osservavano i monaci misero a dura prova la loro resistenza fisica, perciò essi decisero di costruire una casa più a valle, in una zona in cui il clima fosse stato più mite, soprattutto per trascorrervi i mesi più freddi dell'inverno.
È certo che già dal 1195 i monaci avevano costruito questo palazzo che sorgeva sulla strada che conduce a Mercogliano sull'attuale via abate Ramiro Marcone; questo palazzo andò distrutto a causa di un terremoto nel novembre del 1732. Nel capitolo dell'anno successivo i monaci decisero di costruire un nuovo palazzo, più grande, in una zona diversa. Fu individuata l'area nella contrada Croce di Vesta (dove ancora oggi esiste una croce in ferro battuto) e già alla fine del 1733 l'architetto al quale l'abate del tempo Angelo Maria Federici aveva deciso di affidarne il progetto, il noto Domenico Antonio Vaccaro, aveva fatto un sopralluogo approvando la scelta del sito effettuata dal monaci.
Tuttavia, appena iniziati, i lavori di costruzione subirono un'interruzione a causa di un ricorso presentato dai vicini paesi di Mercogliano ed Ospedaletto: quest'interruzione durò circa un decennio, durante il quale Domenico Antonio Vaccaro lavorò anche presso l'Abbazia del Goleto di Sant'Angelo dei Lombardi (abbazia femminile, anch'essa fondata da San Guglielmo, a quella che è ancora adesso conosciuta come la Chiesa grande del Vaccaro.
Nel frattempo però nel giugno del 1745 Vaccaro morì e dunque il suo naturale sostituto parve ai monaci di Montevergine l'ingegnere napoletano Michelangelo Di Blasio.
Nonostante i due architetti, Vaccaro e Di Blasio, si fossero ispirati a principi architettonici completamente opposti, preferendo il primo la linea curva ed il secondo quella retta, il palazzo ha assunto un carattere di grande originalità, per cui può considerarsi, per lo meno in Campania, unico nel suo genere.
Quando i lavori del palazzo furono conclusi, intorno al 1750, vi fu trasferita la sezione archivistica del Santuario: la già considerevole produzione dello Scrittorio Verginiano, cui aveva dato impulso la regola osservata da San Guglielmo e dai suoi confratelli, si avviava così a configurarsi come futura biblioteca.
La Biblioteca di Montevergine occupa un'ala del palazzo abbaziale di Loreto.

## Storia delle raccolte
La funzione culturale della biblioteca di Montevergine nel Mezzogiorno d'Italia è strettamente legata all'azione civilizzatrice dell'abbazia omonima, sorta nei primi decenni del secolo XII ad opera di un pellegrino proveniente dal Nord, San Guglielmo da Vercelli, il quale intorno al 1128 portò a Montevergine i primi libri da servire al pieno esercizio della vita monastica dei suoi primi discepoli.
Negli anni in cui le gesta gloriose del normanno Ruggiero II stavano riunendo sotto un'unica corona i popoli italici, longobardi e bizantini, i rapporti di amicizia tra i Normanni e i monaci di Montevergine si rafforzarono nel comune interesse di crescere insieme nello stesso territorio; dallo scrittorio verginiano arrivarono i primi libri per l'alfabetizzazione della popolazione che, raccogliendosi intorno chiedeva che ai loro figli fosse insegnato a leggere e scrivere.
Con l'Unità d'Italia uno dei primi provvedimenti emanati dal nuovo Stato unitario fu il decreto di soppressione delle corporazioni religiose che, facendo seguito alle analoghe leggi del 1807 emanate dal governo francese nel Regno di Napoli, alimentò una situazione di grande confusione generale, della quale facevano ovviamente le spese anche i monasteri e i diversi ordini religiosi che custodivano tesori di inestimabile valore.
Anche la Biblioteca di Montevergine dové purtroppo fare l'inventario delle tante opere andate smarrite nel corso dei secoli, o pignorate da giudici, o disperse in mare, o ancora “confluite” nei fondi di altre istituzioni bibliotecarie.
Nel 1868 Montevergine venne dichiarato Monumento nazionale ed affidato per la custodia ai vecchi proprietari, i quali tuttavia consideravano lo Stato italiano un ingiusto detentore dei loro beni: soltanto con i Patti Lateranensi tra la Santa Sede e il Governo italiano, firmato l'11 febbraio 1929, si legalizzò la soppressione delle corporazioni religiose e si consentì ai monaci di prendere coscienza del nuovo assetto giuridico della Biblioteca, divenuta proprietà dello Stato italiano. Infine, con il Regolamento per le biblioteche pubbliche governative approvato nel 1907, fu sancita in via definitiva l'appartenenza allo Stato delle Biblioteche annesse ai Monumenti nazionali; la Biblioteca, entrata a far parte delle 46 biblioteche pubbliche statali riprende la sua funzione culturale nell'apertura ad un'utenza più estesa, aggiornando le strutture, perfezionando le tecniche della conservazione in vista della memoria futura ed inserendosi nella realtà operativa del Servizio Bibliotecario Nazionale.

## Patrimonio
La Biblioteca custodisce un patrimonio documentario e librario di grandissima importanza;è specializzata in materia religiosa e umanistica ma è fornita anche di testi di argomento scientifico; possiede manoscritti, incunaboli e cinquecentine, fondi musicali, più di 200.000 volumi a stampa dei secoli XVII-XXI, circa 400 testate di periodici e, tra il materiale d'archivio, 7.000 pergamene e più di 100.000 documenti sciolti.
Nonostante nel corso degli anni la Biblioteca abbia subito gravi mutilazioni, il suo patrimonio resta senza dubbio di grande rilievo.
Nelle sue sale sono infatti custoditi 21 codici tra cui la Legenda de vita et obitu Sancti Guilielmi, un manoscritto latino del secolo XIII in scrittura beneventana;un manoscritto latino del secolo XIV in scrittura gotica riguardante un lezionario monastico cirstencense; il Breviarum ordinis S. Benedicti, manoscritto latino del secolo XIV, in scrittura gotica su due colonne; lo Psalterium Davidis, un manoscritto latino del secolo XV in scrittura umanistica; Iacobus De Capellis – Bonaventura (S.) – Ugo De Sancto Victore manoscritto latino del sec. XIV in scrittura semigotica corsiva su due colonne; il Breviarium manoscritto latino in scrittura gotica italiana minuscola.

## Opere celebri conservate
- Breviarum ordinis cistercensium[4].